# Людковская волость (Новозыбковский уезд)
Людко́вская волость — административно-территориальная единица в составе Новозыбковского уезда.
Административный центр — село Людково (с 1930-х гг. в черте города Новозыбкова – его северная окраина).

## История
Волость образована в ходе реформы 1861 года.
В ходе укрупнения волостей, в марте 1923 года Людковская волость была расформирована, а её территория вошла в состав Новозыбковской и Злынковской волостей.
Ныне территория бывшей Людковской волости входит в состав Новозыбковского и Злынковского районов Брянской области.

## Административное деление
В 1919 году в состав Людковской волости входили следующие сельсоветы: Алексеевский (хут.), Белимовский, Величковский, Внуковичский, Гутомуравинский, Деменский, Журавский, Замишевский, Кабановский (хут.), Корнский, Лукьянцевский (хут.), Людковский, Маловышковский, Муравский, Николаевский (хут.), Новоместский, Сенновский, Тростанский.